# Арканзас-Сити (Арканзас)
Арканзас-Сити (англ. Arkansas City) — город, расположенный в округе Дешей (штат Арканзас, США) с населением в 589 человек по статистическим данным переписи 2000 года.

## География
По данным Бюро переписи населения США город Арканзас-Сити имеет общую площадь в 1,29 квадратных километров, водных ресурсов в черте населённого пункта не имеется.
Арканзас-Сити расположен на высоте 41 метр над уровнем моря.

## Демография

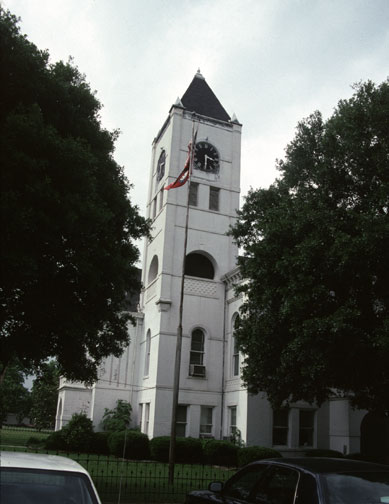
Здание окружного суда в Арканзас-Сити

По данным переписи населения 2000 года в Арканзас-Сити проживало 589 человек, 161 семья, насчитывалось 231 домашнее хозяйство и 279 жилых домов. Средняя плотность населения составляла около 490,8 человек на один квадратный километр. Расовый состав Арканзас-Сити по данным переписи распределился следующим образом: 55,01 % белых, 43,80 % — чёрных или афроамериканцев, 1,19 % — представителей смешанных рас.
Испаноговорящие составили 3,23 % от всех жителей города.
Из 231 домашних хозяйств в 32,9 % — воспитывали детей в возрасте до 18 лет, 45,0 % представляли собой совместно проживающие супружеские пары, в 17,7 % семей женщины проживали без мужей, 30,3 % не имели семей. 27,3 % от общего числа семей на момент переписи жили самостоятельно, при этом 11,7 % составили одинокие пожилые люди в возрасте 65 лет и старше. Средний размер домашнего хозяйства составил 2,55 человек, а средний размер семьи — 3,05 человек.
Население города по возрастному диапазону по данным переписи 2000 года распределилось следующим образом: 28,4 % — жители младше 18 лет, 7,8 % — между 18 и 24 годами, 26,0 % — от 25 до 44 лет, 25,0 % — от 45 до 64 лет и 12,9 % — в возрасте 65 лет и старше. Средний возраст жителей составил 36 лет. На каждые 100 женщин в Арканзас-Сити приходилось 82,4 мужчин, при этом на каждые сто женщин 18 лет и старше приходилось 79,6 мужчин также старше 18 лет.
Средний доход на одно домашнее хозяйство в городе составил 22 014 долларов США, а средний доход на одну семью — 27 500 долларов. При этом мужчины имели средний доход в 36 250 долларов США в год против 17 188 долларов среднегодового дохода у женщин. Доход на душу населения в городе составил 14 523 доллара в год. 25,3 % от всего числа семей в округе и 31,8 % от всей численности населения находилось на момент переписи населения за чертой бедности, при этом 41,6 % из них были моложе 18 лет и 37,6 % — в возрасте 65 лет и старше.

## Известные уроженцы и жители
- Джон Джонсон — бизнесмен, основатель издательского дома Johnson Publishing Company.